# Покола (комуна)
Покола (рум. Pocola) — комуна у повіті Біхор в Румунії. До складу комуни входять такі села (дані про населення за 2002 рік):
- Петрань (407 осіб)
- Покола (445 осіб) — адміністративний центр комуни
- Поєтарі (113 осіб)
- Синмартін-де-Беюш (257 осіб)
- Фенеріш (433 особи)

Комуна розташована на відстані 388 км на північний захід від Бухареста, 50 км на південний схід від Ораді, 99 км на захід від Клуж-Напоки, 132 км на північний схід від Тімішоари.

## Населення
За даними перепису населення 2002 року у комуні проживали 1655 осіб.
Національний склад населення комуни:
| Національність | Кількість осіб | Відсоток |
| -------------- | -------------- | -------- |
| румуни         | 1635           | 98,8%    |
| цигани         | 13             | 0,8%     |
| угорці         | 5              | 0,3%     |
| турки          | 1              | 0,1%     |
| італійці       | 1              | 0,1%     |

Рідною мовою назвали:
| Мова       | Кількість осіб | Відсоток |
| ---------- | -------------- | -------- |
| румунська  | 1648           | 99,6%    |
| угорська   | 5              | 0,3%     |
| турецька   | 1              | 0,1%     |
| італійська | 1              | 0,1%     |

Склад населення комуни за віросповіданням:
| Релігія            | Кількість осіб | Відсоток |
| ------------------ | -------------- | -------- |
| православні        | 1469           | 88,8%    |
| греко-католики     | 143            | 8,6%     |
| п'ятдесятники      | 17             | 1,0%     |
| баптисти           | 10             | 0,6%     |
| адвентисти         | 7              | 0,4%     |
| римо-католики      | 3              | 0,2%     |
| реформати          | 2              | 0,1%     |
| мусульмани         | 1              | 0,1%     |
| не вказали релігію | 1              | 0,1%     |